# 3659 Bellingshausen
A 3659 Bellingshausen (ideiglenes jelöléssel 1969 TE2) a Naprendszer kisbolygóövében található aszteroida. Ljudmila Ivanovna Csernih fedezte fel 1969. október 8-án.